# Dietrich Bierlein

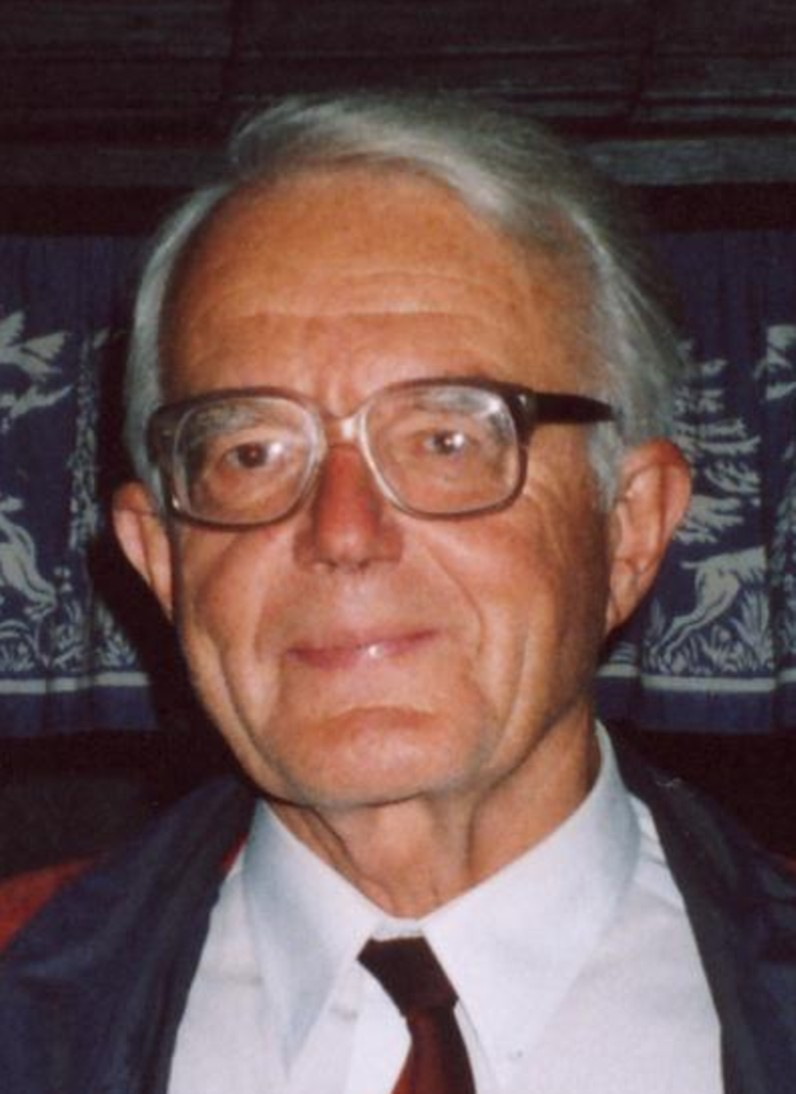
Dietrich Bierlein 2004

Dietrich Bierlein  (* 14. August 1928 in Burglengenfeld; † 6. Januar 2015 in Regensburg) war ein deutscher Mathematiker, der sich insbesondere mit Mathematischer Stochastik beschäftigte.

## Leben
Von 1949 bis 1954 studierte Bierlein an der Ludwig-Maximilians-Universität München und an der Universität zu Köln. 1954 erhielt er in München das Diplom in Mathematik; 1955 wurde er bei Robert Schmidt mit der Dissertation „Optimalmethoden für die Summenapproximation in Jecklins F-Methode“ promoviert. Von 1956 bis 1962 war er wissenschaftlicher Assistent von Hans Richter an der LMU München, wo er sich 1961 mit der Schrift „Über die Fortsetzung von Wahrscheinlichkeitsfeldern“ habilitierte.
Nach Lehrstuhlvertretungen an den Universitäten Münster (SS 1962) und Göttingen (WS 1962/63) war er von 1963 bis 1970 ord. Professor für Mathematik und Direktor des Instituts für Mathematische Statistik an der TH/Universität Karlsruhe. 1970 folgte er einem Ruf auf eine ord. Professur für Mathematik, insbesondere Mathematische Statistik, an der Universität Regensburg. Dort wirkte er bis zu seiner Emeritierung im Jahr 1996.
Schwerpunkte der wissenschaftlichen Arbeit von Bierlein waren einerseits Maßfortsetzungsprobleme, andererseits die Statistische Entscheidungstheorie und die Mathematische Spieltheorie. Insbesondere regte er Entwicklungen bei Safeguard-Systemen an.
Zu seinen Schülern zählen Bernd Goldstein, Heinrich Hering, Jürgen Lehn, Hartmut Noltemeier, Burkhard Rauhut und Horst Stenger.
Der Maßerweiterungssatz von Bierlein wurde von Bierlein bewiesen.